# EGS-zs8-1
EGS-zs8-1 è una galassia Lyman-break con elevato redshift scoperta nell'area settentrionale della costellazione del Boote.  Alla data della pubblicazione della scoperta (maggio 2015), risultava la galassia con il più alto redshift di qualsiasi altra conosciuta, quindi all'epoca era la più distante e giovane galassia mai osservata.
Il suo record è stato superato dalla scoperta, nel corso del 2015, della galassia EGSY8p7 con un redshift confermato spettroscopicamente di z = 8,68.

## Descrizione
Il redshift di EGS-zs8-1 è risultato z = 7,73, cioè la luce della galassia ha impiegato 13,04 miliardi di anni per giungere fino alla Terra. Questa galassia mostra un alto tasso di formazione stellare, emettendo picchi di radiazione nella banda dell'ultravioletto, vicini ai 121,567 nm (1215,67 Å)  della linea di emissione Lyman-alpha, dovuta alla intensa radiazione proveniente dalle stelle blu di nuova formazione; pertanto essa è stata classificata come galassia Lyman-break, ossia come una delle galassie starburst che producono linee di emissione Lyman-alpha. A causa dell'espansione metrica dello spazio il picco di luce emesso dalla galassia è spostato nella banda dell'infrarosso dello spettro elettromagnetico. La galassia ha una distanza comovente (la distanza percorsa dalla luce moltiplicata per la costante di Hubble, a causa dell'espansione metrica dello spazio) di circa 30 miliardi di anni luce dalla Terra.
EGS-zs8-1 si è formata 670 milioni di anni dopo il Big Bang, durante il periodo della reionizzazione. Questa galassia risulta essere più grande rispetto alle altre galassie vicine formatesi in una fase in cui l'Universo era così giovane. La massa della galassia, al momento in cui ha emesso la luce che noi osserviamo, doveva essere all'incirca il 15% della massa attuale della Via Lattea, formando nuove stelle con un tasso di 80 volte quello attuale della Via Lattea (un equivalente di 800 masse solari all'anno). Le stelle presenti in EGS-zs8-1 hanno un'età compresa tra 100 e 300 milioni di anni. L'età di EGS-zs8-1, pone questa galassia, nella fase di reionizzazione dell'evoluzione dell'universo, un momento in cui l'idrogeno extragalattico passava da forma neutra allo stato ionizzato. La scoperta di EGS-zs8-1 e delle altre galassie formatesi precocemente fa ritenere che siano state proprio esse stesse la causa della reionizzazione.

## La scoperta
Nel 2013, l'astronomo Pascal Oesch dell'Università di Yale scoprì casualmente l'oggetto esaminando alcune immagini riprese dal telescopio spaziale Hubble e la sua esistenza fu in seguito confermata utilizzando il telescopio spaziale Spitzer. Il successivo calcolo del redshift, effettuato grazie al Multi-Object Spectrometer for Infrared Exploration (MOSFIRE) del W.M. Keck Observatory, nelle Hawaii, ha poi permesso di determinare con precisione l'età della galassia. Nel maggio 2015 Oesch e colleghi dell'Università di Yale e dell'Università della California, Santa Cruz annunciarono la scoperta del fatto che EGS-zs8-1 aveva battuto di circa 30 milioni di anni il precedente record di galassia più antica, detenuto da z8 GND 5296, considerando a parte l'incerto redshift della galassia UDFj-39546284, alla quale era stato addirittura inizialmente attribuito un z=11,9, poi messo in dubbio da ulteriori rilevazioni.